# Гераськівська сільська рада
| Гераськівська сільська рада — колишній орган місцевого самоврядування у Марківському районі Луганської області з адміністративним центром у с. Гераськівка. Сільській раді були підпорядковані населені пункти: - с. Гераськівка - с. Рудівка - с. Тернівка |

## Склад ради
Рада складалася з 16 депутатів та голови.

### Керівний склад ради
| ПІБ                   | Основні відомості                                                         | Дата обрання | Дата звільнення |
| --------------------- | ------------------------------------------------------------------------- | ------------ | --------------- |
| Плахотя Ніна Іванівна | Сільський голова, 1962 року народження, освіта, позапартійна              | 26.03.2006   | 31.10.2010      |
| Плахотя Ніна Іванівна | Сільський голова, 1962 року народження, освіта вища, член Партії регіонів | 31.10.2010   |                 |

Примітка: таблиця складена за даними джерела